# Powodów Drugi
Powodów Drugi – wieś w Polsce położona w województwie łódzkim, w powiecie poddębickim, w gminie Wartkowice. Miejscowość wchodzi w skład sołectwa Łążki.
W latach 1975–1998 miejscowość administracyjnie należała do województwa sieradzkiego.
Zobacz też: Powodów Pierwszy, Powodów Trzeci